# 합신전대 메칸더 로보
합신전대 메칸더 로보(일본어: 合身戦隊メカンダーロボ 갓신센타이메칸다로보[*], 영어: Mechander Robot)는 1977년 3월 3일부터 1977년 12월 29일까지 전 35화로 동경12채널(현 TV 도쿄)에서 방영하고, 일본의 와코 프로덕션에서 제작한 SF로봇 애니메이션 TV시리즈이다.
한국에서는 1987년 《메칸더 V》라는 제목으로 MBC에서 방영되었다. 주제가는 김국환이 불렀다.

## 등장인물
- 지미 오리온 (성우: 카미야 아키라 / 이인성 (MBC판) / 오세홍 (비디오판))
- 야시마 코지로 (성우: 소가베 카즈유키 / 윤지하 (MBC판) / 강구한 (비디오판))
- 시키지마 류스케 (성우: 노지마 아키오 / 김용식 (MBC판) / 장정진 (비디오판))
- 시키지마 미카 (성우: 요코자와 케이코)
- 시키지마 박사 (성우: 타키 마사야 / 김태훈 (MBC판) / 황원 (비디오판))
- 오스멜 대장 (성우: 츠카야마 마사네 / 이규연 (MBC판) / 노민 (비디오판))
- 메두사 장군 (성우: 후지 나츠코 / 강미 (MBC판), 김성희 (비디오판))
- 야마자키 사령관 (성우: 마사무네 잇세이 / 황일청 (MBC판) / 노민 (비디오판))
- 헤드론 황제 (성우: 불명 / 김관철 (MBC판))

## 목소리 출연

### MBC판
우리말녹음
- 지미⋯⋯이인성
- 철이, 내레이터⋯⋯김용식
- 현이⋯⋯윤지하
- 유광호 사령관⋯⋯황일청
- 유명옥
- 신동우 박사⋯⋯김태훈
- 오스멜 대장⋯⋯이규연
- 홍경미......이명숙
- 신성호
- 박기량
- 박부리
- 메두사 장군⋯⋯강미 (※ 크레디트 없음)
- 헤드론 황제⋯⋯김관철 (※ 크레디트 없음)

### 비디오판
- 지미 오리온⋯⋯오세홍
- 최정현⋯⋯강구한
- 홍철⋯⋯장정진
- 홍정대 박사⋯⋯황원
- 오스멜 대장, 유광호 사령관⋯⋯노민
- 메두사 장군⋯⋯김성희

## 스태프
- 원작: 와코 프로 기획실
- 기획: 와코 프로덕션, 도큐 에이전시
- 제작: 타카하시 스미오
- 구성: 혼다 타케시, 스야마 사토시, 카이도 키요히코
- 음악: 와타나베 미치아키
- 녹음: 하다시 프로
- 캐릭터 디자인: 오카세코 노부히로
- 메카닉 디자인: 메카맨, 오오카와라 쿠니오
- 미술: 미야모토 세이지, 니시무라 쿠니코, 코이데 히데오 등
- 촬영감독: 마츠바라 킨타로
- 녹음감독: 이시다 타다요시
- 편집: 스즈키 마사하루, 모리타 필름
- 프로듀서: 사토 미츠오 (와코 프로덕션), 니이미 타카오 (동경12채널), 카와바타 카츠미 (도큐 에이전시)
- 제작: 동경12채널, 와코 프로덕션

### MBC판 스태프
- 녹음기술: 남수영
- 효과: 이준성
- 타이틀디자인: 정은숙
- 번역: 서석주
- 녹음연출: 이여춘

### 비디오판 스태프
- 제작: 대영비디오 프로덕션

## 주제가
- 오프닝: 「트라이어택! 메칸더 로보」 (노래: 미즈키 이치로, 콜롬비아 요람회)
- 엔딩: 「방랑의 별 지미 오리온」 (노래: 미즈키 이치로, 코오로기'73)
  - 2곡 모두, 작사: 호토미 코고 작곡·편곡: 와타나베 미치아키
- 국내판 오프닝(작사:나성희 작곡:마상원 노래:김국환,나성희)

## 방영목록
제1화 지미 오리온의 비밀
제2화 로봇의 우정
제3화 하늘의 요새
제4화 대수송작전
제5화 이동비밀기지
제6화 인질 구출작전
제7화 오메가 미사일을 파괴하라
제8화 평화를 사랑하는 사람들
제9화 지중해의 함정
제10화 수수깨끼의 팔찌
제11화 태풍을 무찔러라
제12화 대서함대 구출작전
제13화 화산폭발을 막아라
제14화 출동!트로이카
제15화 위기일발 
제16화 정지위성 파괴작전
제17화 탄로난 비밀기지
제18화 원유수송작전
제19화 싱기포르 탈환작전
제20화 지미의 큰 실수
제21화 비밀기지의 최후
제22화 불쌍한 어머니
제23화 새로운 탄생
제24화 가슴아픈 슬픈승리
제25화 가공의 우주무기
제26화 요새도시를 공격하라
제27화 지미!정신차려
제28화 고통스런 지난날
제29화 대륙통과작전
제30화 정지위성이 파괴된 날
제31화 메두사의 최후
제32화 반격작전
제33화 오즈멜의 최후

제34화 메칸더V여 영원하라(최종회)